# Land der Gottlosen
Land der Gottlosen (englischer Originaltitel: Santa Fe Trail, deutscher Titel der DVD-Ausgabe: Land der Verfluchten) ist ein Western von Michael Curtiz aus dem Jahr 1940 mit Errol Flynn, Ronald Reagan und Olivia de Havilland. Der Film spielt in den Jahren vor dem Sezessionskrieg von 1861 bis 1865, genauer von der (fiktiven) gemeinsamen Abschlussklasse einiger historisch bedeutsamer Offiziere im Jahre 1854 an der Militärakademie bis zur Hinrichtung des gewaltsamen Sklavereigegners John Brown 1859. Letzterer ist der Bösewicht des Films, der die USA in einen Bürgerkrieg treiben will.

## Handlung
Der Film greift reale Personen und Motive aus den 1850er-Jahren für eine fiktive Handlung auf: James Ewell Brown Stuart, George Armstrong Custer und Carl Rader sind Offiziere der US Army und Absolventen der United States Military Academy in Westpoint. Im Schlafsaal kommt es zu einer Schlägerei zwischen Rader und Stuart, nachdem Rader aus den politischen Schriften des radikalen Sklavenbefreiers John Brown vorgelesen hat. Stuart kommt aus einer reichen Familie des Südens. Während Rader wegen politischer Aktivität der Akademie verwiesen wird, erhalten Stuart und Custer ihren ersten militärischen Auftrag. Die beiden Offiziere wetteifern um die Gunst der schönen Kit Carson Holliday, der sie mit ihrem Vater Cyrus K. Holliday im Zug gen Westen begegnen.
Der Auftrag von Stuart und Custer ist der Geleitschutz einer Handelskarawane auf dem Santa Fe Trail durch Kansas. Dieser Transport wird vom radikalen Sklavenbefreier (Abolitionist) John Brown überfallen. Brown ist unter anderem in Begleitung von Rader, der sein Berater geworden ist. Nach einer gewaltsamen Auseinandersetzung muss Brown fliehen und dabei seinen verletzten jüngsten Sohn Jason zurücklassen. Stuart nimmt ihn mit ins Fort, wo der Junge auf dem Sterbebett den Aufenthaltsort seines fanatischen und brutalen Vaters verrät.
Stuart reist in Zivilkleidung nach Palmyra, wird aber anhand seines Militärpferdes erkannt und von Rader gefangen genommen. Nach einem Streitgespräch über die Sklaverei mit Brown versucht Stuart zu entkommen; er wird in einer Scheune eingesperrt, die die Abolitionisten in Brand stecken. In der Scheune befinden sich auch befreite Sklaven. Unter Stuarts Führung können die Eingeschlossenen sich befreien, während Brown, Rader und ihre Mitstreiter vor der anrückenden Kavallerie flüchten.
Stuart glaubt, dass damit die Macht Browns gebrochen ist, und reist mit Custer wieder in den Osten. In Washington verlobt er sich mit Kit. Der geldgierige Rader, von Brown um seinen Lohn betrogen, taucht ebenfalls in Washington auf und verrät den Plan Browns, das Armee-Waffenlager von Harpers Ferry zu überfallen und Sklaven für einen Aufstand zu bewaffnen. Brown kann das Waffenlager einnehmen, doch Stuart und seine Armee erreichen noch rechtzeitig das Lager, bevor er weiter handeln kann und besiegen ihn. Im Laufe des Kampfes erkennt Brown, dass Rader sie verraten hat, vergleicht ihn mit Judas und tötet ihn. Brown wird gefangen genommen, zum Tode verurteilt und hingerichtet. Danach heiratet Stuart Kit und reist mit ihr in die Flitterwochen.

## Hintergrund
Mit dem Santa Fe Trail, einer historischen Handelsstraße, hat der Film eher wenig zu tun, sondern umso mehr mit der Vorgeschichte des Sezessionskrieges und den gewalttätigen Aktionen von John Brown, der von manchen Historikern als erster inländischer Terrorist Amerikas angesehen wird. Nach Ansicht des Helden Stuart, eines Südstaatlers, werde sich das Problem der Sklaverei auf friedlichem Wege lösen, man müsse nur Geduld haben. Die weibliche Protagonistin ist von der Leidenschaft Browns beeindruckt und meint, eine starke Idee müsse dahinter stecken.
Sklaven bzw. Schwarze selbst erscheinen nur dreimal im Film, stets sind sie passive Geschöpfe, denen Brown eingeredet hat, sie sollten frei sein. Selbst sehnen sie sich am meisten nach ihrem alten, geregelten Leben im Süden zurück. Stuart geht mit ihnen freundschaftlich um, während Brown nur seinen fanatischen Auffassungen nachstrebt, in einer fehlgeleiteten Religiosität, und sich darüber hinaus nicht um das Schicksal der Sklaven, seiner Anhänger und sogar seiner eigenen Söhne schert. Brown wirkt dabei wie ein kommunistischer Aufrührer aus der Entstehungszeit des Films. Im Film bleibt undeutlich, warum die Sklaverei überhaupt umstritten war – nämlich, weil sie der amerikanischen Verfassung und ihrem Freiheitsversprechen (für alle Menschen) widerspricht.
Der Film blickt mehrmals voraus auf den Sezessionskrieg (1861–1865), die große Auseinandersetzung zwischen Nordstaaten und (sklavenhaltenden) Südstaaten. So sagt eine alte Indianerin den lachenden Offizieren voraus, diese würden bald im Krieg gegeneinander kämpfen. Dabei geht der Film recht frei mit den historischen Fakten um: Beispielsweise hat Kriegsminister Jefferson Davis, der spätere Präsident der Südstaaten, im Film eine Tochter, die den späteren Nordstaaten-General Custer heiratet. In der Sicht des Films, der die Amerikaner zur Einigkeit aufruft, wurde der spätere Sezessionskrieg tragischerweise von fanatischen Gegnern der Sklaverei angefacht.
Das bereits seit den beiden Westernfilmen Herr des wilden Westens und Goldschmuggel nach Virginia angespannte Verhältnis zwischen Flynn und Curtiz eskalierte während der Dreharbeiten zu Land der Gottlosen und endete in einer handgreiflichen Auseinandersetzung.

## Synchronisation
Für diesen Film gibt es zwei verschiedene deutsche Synchronbearbeitungen. Neben der Version für die deutsche Erstaufführung am 17. Juli 1959 existiert noch eine später angefertigte Fassung, die seither gezeigt wird.
| Rolle               | Darsteller               | Synchronsprecher (1. Fassung) | Synchronsprecher (2. Fassung) |
| ------------------- | ------------------------ | ----------------------------- | ----------------------------- |
| Jeb Stuart          | Errol Flynn              | Niels Clausnitzer             | Randolf Kronberg              |
| Kit Carson Holliday | Olivia de Havilland      | Margot Leonard                | Alexandra Ludwig              |
| John Brown          | Raymond Massey           | Klaus W. Krause               | Erik Schumann                 |
| Tex Bell            | Alan Hale                |                               | Norbert Gastell               |
| Jason Brown         | Gene Reynolds            |                               | Florian Halm                  |
| Windy Brody         | Guinn „Big Boy“ Williams | Wolf Martini                  | K. E. Ludwig                  |

## Kritik
Joe Hembus urteilt, der Film sei „trotz der spektakulären Actionszenen (…) fragwürdig“, da er mit Brown den falschen Protagonisten zum Bösewicht mache. Brown sei die interessantere Figur, gegen die Stuart nicht bestehen könne.
Phil Hardy ist der Meinung, der Film sei eine „getragene, höchst ungenaue Biographie“ des jungen Stuart, ein „möchtegern-romantischer Western, dessen Perspektive eher einschränkend als befreiend“ sei.
Das Lexikon des internationalen Films merkt an, der Film sei „trotz des interessanten Themas eher ein handfester Durchschnittswestern“.